# Infinity Blade 3
Infinity Blade 3 (с англ. — «Клинок бесконечности 3») — ролевая игра для мобильных устройств iOS, анонсированная 10 сентября 2013 года компанией Epic Games. Основана на движке Unreal Engine 3. Игра вышла 18 сентября 2013 года вместе с официальным релизом iOS 7. Серия игр Infinity Blade является эксклюзивной для IOS.
10 декабря 2018 года игра была удалена из AppStore из-за трудностей с дальнейшей поддержкой игры.

## Персонажи
Играбельные персонажи:
- Сирис (англ. Siris), он же Осар Мерзкий (англ. Ausar The Vile) — протагонист серии, играбельный персонаж во всех трёх частях игры. Освободил Хранителя Тайн, но тот запер его в Склепе Слёз (англ. Vault of Tears) в ответ. Спустя два года после заточения вместе с Райдриаром был освобожден Исой. Предпочитает идти прямо в бой.
- Иса (англ. Isa) — воровка, героиня, которая появилась в Infinity Blade 2. Освободила Сириса из Склепа Слёз, незадолго до событий IB3 была превращена в бессмертную. Предпочитает тихий подход.
- Райдриар (англ. Raidriar), он же Царь-Бог (англ. God King) — антагонист первой и второй части, был заперт вместе с Сирисом в Склепе Хранителем Тайн и после освобождения неохотно присоединяется к вышеописанной паре. Играбелен только в прологе. Погибает от рук Хранителя Тайн в начале игры.

Неиграбельные персонажи:
- Хранитель Тайн (англ. Worker Of Secrets), он же Галат (англ. Galath) — антагонист, бессмертный, создатель технологии возрождения и орудий Бесконечности для их уничтожения, а также технологий телепортации. Исследовал для этого QIP — Квантовую Модель Индивидуальности (англ. Quantum Identity Pattern) разных людей и существ. Жил несколько тысячелетий, Осар Мерзкий был его союзником, но в итоге запер Хранителя Тайн в Склепе Слёз. Два года назад (до событий игры) был освобожден Сирисом, бывшим Осаром.
- Бессмертные (англ. Deathless) — существа с QIP, изменённой таким образом, что при повреждениях тела, несовместимых с жизнью, их QIP покидает это тело и переходит в новое в камере перерождения, и, таким образом, бессмертный вновь обретает жизнь. Но все-таки они могут быть убиты: либо вручную Хранителем Тайн (так как тот может дестабилизировать QIP бессмертных), либо активированным Оружием Бесконечности.
- Бессмертный мастер лезвия, он же Коллекционер (англ. Collector). Это один из самых загадочных персонажей игры. О нём ничего не известно, кроме того, что он периодически появляется и исчезает на разных уровнях. Он предлагает сражение с ним и, в случае согласия, начинается битва. Если он выигрывает, то забирает оружие, которым вы сражались с ним. Если вы выиграли, он отдаёт вам оружие которым он сражался.

Союзники, обитающие в Убежище
- Эвес (англ. Eves), он же Мастер Зельеварения — один из «посвященных» (англ. Devoted) Царя-Бога. Обитает в камере перерождения в Убежище, может варить для вас зелья из ингредиентов, которые вы найдете.
- Торговка (англ. Merchant), она же Шелл (англ. Shell) — контрабандистка, время от времени приплывает на корабле в Убежище и сбывает вам товар со скидкой.
- Дженсен (англ. Jensen), он же Кузнец (англ. Blacksmith) — старый друг Сириса, спасен из заключения Исой. Может улучшить ваше оружие, доспехи или магические кольца.
- Берджесс Бенедикт Баттерик Третий (англ. Burgess Benedict Batteric the Third), он же Ювелир (англ. Gemcutter) — ремесленник, потерявший работу. Сирис дважды предлагает Ювелиру работать с ним, но тот отказывается, зная, что Сирис сражается с Хранителем. Только Исе в итоге удается уговорить его работать с ними. Может создавать для вас камни, из тех, что уже у вас имеются.
- ТЕЛ (англ. TEL - Transsubstantive Entity, Lower-class) — робот, прислужник Осара, ныне Сириса. Всячески пытается уберечь последнего от возвращения воспоминаний о тех ужасных деяниях, которые тот сотворил.

## История
0. Пролог (За Райдриара)
Прошло 2 года с освобождения Райдриара и Сириса из Склепа Слёз. Райдриар с оригинальным Клинком Бесконечности врывается в Ковчег (англ. The Ark), убежище Хранителя Тайн, также известного, как Галат. Победив двух Титанов, Царь-Бог подходит к Хранителю, но на его пути возникает некий Ашимар. В процессе узнается, что это один из бессмертных и давний друг Райдриара, никакой другой информации нет. Райдриар пытается отговорить друга от боя, но тот достаёт другой Клинок Бесконечности, завязывается бой, Райдриар побеждает. После боя он поднимает новый Клинок и спрашивает Галата: «Зачем?».
Хранитель проговаривается, что создал ещё оружия Бесконечности и отдал их своим приближенным, «великое оружие, созданное очистить эту планету», и спрашивает Райдриара, действительно ли тот думал, что Клинок может уничтожить его. Райдриар в ответ спрашивает Хранителя, всесилен ли он, раз позволил себе быть запертым на тысячелетия. Хранитель приходит в ярость, отбирает один из Клинков. Райдриар спрашивает: «Это был Осар, не так ли?». Начинается бой (который вы в любом случае проигрываете). Галат предлагает Райдриару перейти на его сторону, но Царь-Бог берёт некий модуль и телепортирует его в свою крепость сказав, что он не может победить Хранителя, но знает, кто сможет. Хранитель вонзает в Райдриара Клинок Бесконечности и бессмертный погибает.
1. Акт первый — Аномалия (за Сириса)
Иса, погибшая и превращённая в бессмертную при событиях книги Infinity Blade: Redemption, впервые возрождается в некоем Убежище, за процессом наблюдают Сирис и Эвес, подчинённый Райдриара. В процессе в камеру перерождения входит ТЕЛ и сообщает, что Райдриару удалось достать образец. Сирис отправляется в Лариот (англ. Larioth), в личный замок Царя-Бога. В итоге, сражаясь с титанами, стоящими на его пути, и встретив Торговку, он добирается до комнаты хозяина, но там он встречает не Райдриара, а лишённую души оболочку последнего, вооружённого Тесаком Бесконечности (англ. The Infinity Cleaver). Спрашивая у «Райдриара», откуда это у него, бессмертная оболочка сбегает, сжигая себя. Открыв тайник, Сирис достаёт оттуда информационный накопитель, телепортированный сюда Царём-Богом перед его смертью в прологе.
Вернувшись в Убежище, он показывает Исе оружие, и та отвечает, что видела подобное на раскопках в Секкийской Пустыне (англ. Seccian Desert) и говорит, что отправится туда сама.
ТЕЛ сообщает о прибытии корабля, на котором приезжает Торговка, сообщая, раньше это место было убежищем контрабандистов, и найти его было для неё несложно. Она будет время от времени приезжать сюда, а вы сможете продавать ей определённые предметы.
Сирис просит ТЕЛа отправиться в Пасть Дрема (англ. Drem's Maw), на вопрос последнего «Для чего, повелитель?» отвечая «За правильным оружием…».
2. Акт второй — Погребённое в прошлом (за Ису)
Иса отправляется в Секкийскую пустыню и добирается до места раскопок. Пробиваясь сквозь охраняющих это место Титанов, она добирается до глубины раскопок и находит огромную запертую дверь. Открывая её, она видит большую круглую комнату с шестью обелисками, в каждом — вырезанное отверстие для Оружия Бесконечности (Клинок, Тесак, Копьё, Кинжалы, Мечи, Грань). Вдруг она слышит сзади знакомый голос: «Ищешь что-то?»
Оборачиваясь, она видит Терровакса, Лорда дома Бёрк (англ. Terrovax, High Lord of House Burke), одного из бессмертных (примечание: Терровакс не вооружен Оружием Бесконечности). Обменявшись парой колких фраз, двое начали бой. Иса побеждает, Терровакс просит её прикончить его, но Иса говорит, что перед его смертью она задаст несколько вопросов…
Иса возвращается в убежище и говорит Сирису все, что она узнала: имеется как минимум шесть копий Клинка Бесконечности, Терровакс выдал ей имена владельцев.
Возвращается ТЕЛ, сказав, что не нашёл того, кого Сирис хотел видеть. Иса спрашивает, зачем ТЕЛ отправлялся туда, на что Сирис отвечает, что для его плана необходим Кузнец, его знакомый. ТЕЛ сообщил, что люди говорили, что Кузнеца увели подчинённые Царя-Бога. Иса отвечает, что отправится за ним, несмотря на все отрицания Сириса…
2.01. Вмешательство — Резерв (любой персонаж)
На раскопках в Пустыне осталось четыре закрытых камеры, требующих от вас наличия нужного оружия или доспеха, но обещающие неплохую награду за выполнение данного условия, а также, таинственная круглая комната манит вас своим сокровищем, ключ от которого — все 6 орудий против бессмертных, созданные Хранителем…
2.02. Вмешательство — Кровавый Маг (любой персонаж)
Из данных, полученных от Терровакса, выясняется, что одним из Орудий Бесконечности Хранитель вооружил Ослима, Бессмертного Кровавого Мага (англ. Oslim, Deathless Bloodmage), и, после выбора вами главного героя, ваш протагонист отправляется в Метийскую Обсерваторию (англ. Metius Observatory). Побеждая «охрану», стоящую на вашем пути, вы, наконец-то добираетесь до подчинённого Хранителя, одарённого Мечами Бесконечности. Перед боем тот говорит, что Хранитель будет доволен, когда он принесёт ему тело Осара/Исы. Начинается бой. После победы вы забираете Оружие Бесконечности с поверженного противника и возвращаетесь с трофеем для Сириса в Убежище (или просто с трофеем в Убежище, если вы играете за собственно Сириса). 
3.01. Акт Третий — Правильное оружие (за Ису)
Иса отправляется в Лантимор (англ. Lantimor), к Разрушенной Башне (англ. Broken Tower) с целью освободить Кузнеца, о котором говорил Сирис. Внешне башня вроде бы ничего из себя не представляет, но пробиваясь через врагов и, в итоге, добравшись до Башни, Иса обнаруживает винтовую лестницу, ведущую вниз. Оказывается, сама тюрьма находится в помещении под водой. В одной из клеток вы видите Кузнеца. Просто так освободить его не получится — есть надсмотрщик, с которым вы быстро справляетесь (или нет, зависит от вас), но после расправы над первым врагом, вы слышите чьи-то тяжёлые шаги. Одна из клеток открывается и оттуда появляется «нечто», но тот, кого вы видите, не кто иной, как Тейн, (англ. Thane), один из бывших лидеров Домов Бессмертных, погибший от рук Хранителя после того, как Сирис открыл Склеп слёз. Побеждая его, вы наконец освобождаете Кузнеца, отвечая, что вы от Сириса, чем слегка удивляете его.
Вернувшись в Убежище с Исой, Кузнец — Дженсен здоровается со старым другом (Сирисом), тот же отвечает, что Дженсен «подрос» (Кузнец раза в полтора (если не в два) больше Сириса), в итоге Дженсен с радостью соглашается работать с Сирисом и Исой.
3.02. Акт Третий — Правильное Оружие (за Сириса)

## Критика
| Сводный рейтинг | Сводный рейтинг |
| Агрегатор       | Оценка          |
| --------------- | --------------- |
| GameRankings    | 77,29 %         |

Джастин Дэвис из IGN дал оценку 9,1 «Потрясающе», назвав игру достойным завершением франшизы, похвалив «невероятную» озвучку, «великолепные» визуальные эффекты и «интенсивные бои».